# Luis Medina Cantalejo
Luis Medina Cantalejo (ur. 1 marca 1964) – hiszpański sędzia piłkarski.
Od 2002 sędzia międzynarodowy. Zadebiutował 4 września 2004 w meczu pomiędzy reprezentacjami Turcji i Gruzji odbywającego się w ramach eliminacji strefy europejskiej do Mistrzostw Świata 2006.

## Turnieje
- Mistrzostwa Europy U-21 (2004)
- Mistrzostwa Świata U-21 (2005)
- Mistrzostwa Świata (2006)